# NGC 3959
NGC 3959 é uma galáxia espiral barrada (SBa) localizada na direcção da constelação de Crater. Possui uma declinação de -07° 45' 23" e uma ascensão recta de 11 horas, 54 minutos e 37,6 segundos.
A galáxia NGC 3959 foi descoberta em 19 de Maio de 1881 por Ernst Wilhelm Leberecht Tempel.